# Hassell
Hassell és una població dels Estats Units a l'estat de Carolina del Nord. Segons el cens del 2000 tenia 72 habitants.

## Demografia
Segons el cens del 2000, Hassell tenia 72 habitants, 32 habitatges i 20 famílies. La densitat de població era de 103 habitants per km².
Dels 32 habitatges en un 15,6% hi vivien nens de menys de 18 anys, en un 43,8% hi vivien parelles casades, en un 15,6% dones solteres, i en un 37,5% no eren unitats familiars. En el 34,4% dels habitatges hi vivien persones soles el 12,5% de les quals corresponia a persones de 65 anys o més que vivien soles. El nombre mitjà de persones vivint en cada habitatge era de 2,25 i el nombre mitjà de persones que vivien en cada família era de 2,85.
Per edats la població es repartia de la següent manera: un 19,4% tenia menys de 18 anys, un 1,4% entre 18 i 24, un 26,4% entre 25 i 44, un 27,8% de 45 a 60 i un 25% 65 anys o més.
L'edat mediana era de 46 anys. Per cada 100 dones de 18 o més anys hi havia 100 homes.
La renda mediana per habitatge era de 12.250 $ i la renda mediana per família de 19.167 $. Els homes tenien una renda mediana de 29.375 $ mentre que les dones 38.750 $. La renda per capita de la població era de 12.498 $. Entorn del 33,3% de les famílies i el 30% de la població estaven per davall del llindar de pobresa.

## Poblacions més properes
El següent diagrama mostra les poblacions més properes.